# Reckange-sur-Mess
Reckange-sur-Mess (in lussemburghese: Reckeng op der Mess; in tedesco: Reckingen) è un comune del Lussemburgo sud-occidentale. Fa parte del cantone di Esch-sur-Alzette, nel Lussemburgo.
Nel 2005, la città di Reckange-sur-Mess, capoluogo del comune che si trova nella parte orientale del suo territorio, aveva una popolazione di 555 abitanti. Le altre località che fanno capo al comune sono Ehlange-sur-Mess, Limpach, Roedgen e Wickrange.